# 晏文輝
晏文輝（？—？），字伯充，號懷泉，江西南昌府南昌县江夏里人，明朝政治人物。

## 生平
萬曆十六年（1588年）戊子科江西鄉試舉人，二十六年（1598年）戊戌科進士。授浙江太平知县，政绩著闻，二十七年调武进县。正士习，清赋役，决冤狱，建先贤祠，修武进县志。行取刑部主事，提牢烛奸。三十五年考选南礼科给事中，参代藩、参织造、参方面贪劣官三十人，疏请两监广额，宗室开科，独署九印，六管京营，知时事不可为，请告归。